# بطولة أمم أوقيانوسيا لكرة السلة 1995
بطولة أمم أوقيانوسيا لكرة السلة 1995 أقيمت في أستراليا. بمشاركة 3 فرق. فازت أستراليا بالبطولة للمرة الـ 12.

## الفرق التي لم تشارك
| - جزر كوك - ميكرونيسيا - فيجي - غوام - كيريباتي - جزر مارشال - ناورو - كاليدونيا الجديدة - جزيرة نورفولك | - جزر ماريانا الشمالية - بالاو - بابوا غينيا الجديدة - ساموا - جزر سليمان - تاهيتي - تونغا - توفالو - فانواتو |

## النتائج
| يونيو 18 |  | أستراليا | 141–49 | ساموا الأمريكية |  |  |

| يونيو 19 |  | نيوزيلندا | 137–66 | ساموا الأمريكية |  |  |

| يونيو 20 |  | أستراليا | 107–88 | نيوزيلندا |  |  |

## البطولة
| يونيو 22 |  | أستراليا | 102–62 | نيوزيلندا |  |  |

## الترتيب النهائي
| الترتيب | الفريق          | السجل |
| ------- | --------------- | ----- |
| 1       | أستراليا        | 3-0   |
| 2       | نيوزيلندا       | 1-2   |
| 3       | ساموا الأمريكية | 0-2   |

## جوائز
| البطل                 |
| --------------------- |
| · أستراليا · للمرة 12 |